# حق الشفعة
تُعد الشفعة من الحقوق القديمة التي تكفل للشريك أو الجار عدم تسبب الضرر من شريكه أو جاره بإحدى النواحي، فهي تقوم على زيادة متانة علاقات المجتمع فيما بينهم، وعيش الأفراد حياةً أنسب، حسب تفضيلاتهم.

## تعريف
الشفعة لغةً: الشفع خلاف الوَتْر وهو الزوج تقول كانَ وَتْراً فَشَفَعْتُه شَفْعاً وشَفَعَ الوَتْرَ من العَدَدِ شَفْعاً صيَّره زَوْجاً، وقال القتيبي في تفسير الشُّفْعة كان الرجل في الجاهلية إِذا أَراد بَيْعَ منزل أَتاه رجل فشَفَع إِليه فيما باعَ فَشَفَّعَهُ وجَعَله أَولى بالمَبِيعِ ممن بَعُدَ سَبَبُه فسميت شُفْعَةً وسُمِّي طالبها شَفِيعاً وفي الحديث الشُّفْعَةُ في كُلّ ما يُقْسَمُ الشفعة في الملك معروفة وهي مشتقة من الزيادة لأَن الشفِيع يضم المبيع إِلى ملكه فَيَشْفَعُه به كأَنه كان واحداً وتراً فصار زوجاً شفعاً.
الشفعة اصطلاحًا: حق تملك العقار المبيع جبراً عن المشتري، بما قام عليه، من ثمن وتكاليف (أي النفقات التي أنفقها) لدفع ضرر الشريك الدخيل أو الجوار.

## دليل مشروعيتها

### من السنة
عن جابرقال: ((قضى رسول الله بالشفعة فيما لم يقسم، فإذا وقعت الحدود، وصُرِّفت الطرق، فلا شفعة)).
وقوله : ((الجار أحق بشفعة جاره يُنْتَظَرُ بها وإن كان غائباً إذا كان طريقهما واحداً)).
وعن جابر قال: قال رسول ﷺ: ((من كان له شريك في ربعة أو نخل فليس له أن يبيع حتى يؤذن شريكه فإن رضي أخذ وإن كره ترك)).

### الإجماع
أجمع العلماء على الشفعة للشريك في الأرض أو الدار أو البستان. ولم يخالف هذا الإجماع إلا الأصم. ورُدَّ عليه بأن قوله ليس بشيء لمخالفته الآثار الثابتة والإجماع المنعقد قبله.

## أركان الشفعة
1- الآخذ (ويسمى الشفيع، وهو الذي له حق الشفعة).
2- المأخوذ منه (ويسمى المشفوع عليه: وهو الذي انتقل إليه ملك نصيب الشريك القديم).
3- المأخوذ (ويسمى المشفوع فيه، وهو الشيء الذي يريد الشفيع أن يتملكه بالشفعة).
وزاد المالكية ركنًا رابعًا: هو الصيغة.
أما عند الحنفية، فركن الشفعة هو أخذ الشفيع من أحدِ المتعاقدين عند وجود سببها وشرطها.
أما السبب فهو اتصال الملك، وأما الشرط فهو كون المحل عقارًا.

## الشفعة في المنقولات
لا تصح الشفعة في المنقولات، ومثالها الحيوان والمتاع. ذلك أنَّ الشفعة ثبتت لدفع الضرر المحتمل بالشريك الجديد السيئ (وبالجار السيئ عند الحنفية) بسبب الاستمرار والدوام الحاصل في الشراكة، والمنقول لا يدوم، بخلاف العقار، فيتأبد فيه ضرر المشاركة.

## الشفعة في الزرع والثمر والشجر
- لا تثبت الشفعة (باستثناء عند المالكية) في كل ما ليس بعقار كالشجر المفرد عن الأرض، إلا إن كان تبعًا في البيع للأرض، وجبت الشفعة فيه.
- عند الشافعية: يتبع الأرض الثمر الذي لم يؤبر.
- عند الحنابلة: اتبعوا الغراس والبناء بالأرض. ولم يتبعوا الزرع والثمرة بها.
- المالكية: أجازوا الشفعة في البناء والشجر إذا بيع أحدهما مستقلًا عن الأرض؛ لأن كلًا منهما عندهم عقار. وأجازوا الشفعة في الثمار (الفاكهة) والخضر، كالقِثَّاء، والبطيخ والخيار. واشترطوا في الثمرة المأخوذة بالشفعة منفردة: أن تكون موجودة حين الشراء، بشرط كونها مؤبرة.
ولم يجز المالكية الشفعة في زرع كالقمح والكتان، ولا فيما ينزع أصله كفجل وجزر وبصل.

## الشفيع

### الجار
في المذهب الحنفي: الشفيع هو الشريك، أو الجار. ورأي للجمهور: في أن الشفيع هو الشريك فقط.
واستدل الأحناف في مشروعية الشفعة، والتي منها: ((جار الدار أحق بسقبه)). و ((جار الدار أحق بدار الجار، والأرض)). و ((الجار أحق بشفعته)).

### الذميعلى المسلم
في المذهب الشافعي والمالكي والظاهري: تثبت الشفعة للذمي على المسلم، كما قال الحنفية.
في المذهب الحنبلي: لا تثبت عند الحنابلة في بيع عقار لمسلم، استدلالًا بحديث رسول الله ﷺ: ((لا شفعة لنصراني)).

### الذمي على الذمي
في المذهب الشافعي والحنفي والمالكي تثبت الشفعة للذمي على الذمي، لأنهما متساويان في الدين والحرمة.

## مراتب الشفعة
1- واجبة للخليط (الشريك) في نفس المبيع.
2- في حال لم يكن هنالك شريك، أو كان لكنه تنازل عن الشفعة، فهي تثبت للشريك في حق من حقوق الارتفاق الخاصة بالمبيع. أي مثلًا له شركة في حقٍ من حقوق العقار (وليس في العقار نفسه) كالشرب والطريق.
3- تثبت بعد ذلك لجار ملاصق.

## كيفية التوزيع عند تزاحم الشفعاء
1- إن لم يكونوا من مرتبة واحدة:
فمثلًا إن كان أحدهم شريكًا، وآخر شريكًا في حق الارتفاق، وآخر جارًا ملاصقًا، فيقدم الشريك في المبيع أولًا، ثم الشريك في حق المبيع (حق الارتفاق)، ثم الجار.
- المشارك في حائط الدار في حكم المشارك في الدار نفسها.
- يعد صاحب الأخشاب الممتدة على حائط جاره جارًا ملاصقًا، وكذلك الجار الأعلى والأسفل. – يُعدُّ حق الشرب مقدم على حق الطريق. وإذا باع صاحب الملك أرضه فقط دون بيع حق الارتفاق فلا شفعة للشركاء في حق الارتفاق.
2- الشفعاء من مرتبة واحدة:
عند الحنفية والظاهرية: يقسم حينها العقار حسب عدد الشافعين، دون النظر لمقدار ملك كل واحدٍ منهم. وذلك لأنهم متساوون في سبب استحقاق الشفعة.
وقال الجمهور (غير الحنفية والظاهرية): يقسم العقار بين الشفعاء حسب قدر حصصهم في الملك، لا عليهم بالتساوي؛ لأن الشفعة نشأت بسبب الملك.
3- غيبة بعض الشفعاء:
- في حال غياب بعض الشفعاء حين البيع، وطلب الآخرون الشفعة فتُعطى له، لأنه من اليقين أن ذلك الشفيع يريد الشفعة، بينما الغائب مشكوك في طلبه. فلا يزاحم المتيقن، ولا يؤخر بالشك.
- لكن إذا جاء الغائب وطلب الشفعة، فإن كان من نفس مرتبة الشفيع الأول الحاضر يتقاسم معه الشفعة، فتنتقض القسمة الأولى لها. بينما إن لم يكن من نفس المرتبة فهنالك حالتان، إن كان أعلى منع قضي له بكل الشفعة ومُنع الأول، وإن كان أدنى منه حُرم من الشفعة.
4- إسقاط بعض الشفعاء حقه:
قال الحنفية: إذ أسقط بعض الشفعاء حقه:
- إن أسقطوا حقهم قبل أن يقضى لهم، فللبقية أخذ كل المشفوع فيه.
- وإن أسقطوا حقهم بعد القضاء بالشفعة، فليس للبقية أخذ نصيب التارك.

## طرق تملك الشفعة
كما ذكرنا، فللشفيع الحق في امتلاك الشفعة، فإما يتملكها من المشتري بالتراضي، أو يأخذها بالقضاء إن لم يعطه إياها.

## ما يلزم الشفيع دفعه
1- الثمن الواجب دفعه:
يأخذ الشفيع المبيع بنفس مقدار الثمن الذي تملك به المشتري، لا بمثل المبيع الذي يملكه المشتري؛ لأن الشرع أثبت للشفيع ولاية التملك على المشتري بمثل ما يملك به قدرًا وجنسًا، لحديث جابر  ((فهو أحق به بالثمن))، كما يتوجب عليه دفع ما أنفقه المشتري كأجرة دلال وكاتب ورسوم.
- في حالة مقايضة عقار بعقار:

إن كان لهما نفس الشفيع: يأخذ الشفيع كل واحد من العقارين بقيمة الآخر.
إن اختلف شفيعهما: يأخذ شفيع كل منهما حقه في الشفعة بقيمة الآخر (أي يمكن أن يقيم أحدهما فقط).
- إن اشترى ذمي دارًا بخمر أو خنزير:

فإن كان الشفيع ذميًا، أخذها بمثل الخمر، وقيمة الخنزير، وإن كان الشفيع مسلمًا أخذها عند غير الحنابلة بقيمة الخمر والخنزير.
2- الحط من الثمن أو الزيادة عليه:
قال الحنفية:
- في حال حسم البائع للمشتري بعض الثمن (سواء قبل الأخذ بالشفعة أم بعدها)، يحق للشفيع الأخذ بهذا الحسم؛ لأن هذا الحسم يلتحق بأصل العقد، فيكون حقًا للشفيع؛ لأنه يأخذ الشفعة بالثمن، والثمن هو الباقي المستقر عليه.
- أما إن حط البائع عن المشتري جميع الثمن، لا يسقط عن الشفيع منه شيء؛ لأن ذلك ليس أصلًا في العقود، فخرج عقد البيع عن موضوعه، أي أصبح هبةً وليس بيعًا.
- إذا زاد المشتري البائع في الثمن، أو جَدَّد العقد بأكثر من الثمن الأول: في هذه الحالة لا يلزم الشفيع بتلك الزيادة الطارئة، وذلك لحقه أخذ المشفوع فيه بثمنه الأول، بخلاف حالة حط جزء من الثمن، لأن فيه منفعة له.

3- تأجيل الثمن:
عند معظم الشافعية.: إذا قام البائع بتأجيل جزءٍ من الثمن، أو كله للمشتري، فلا يحق للشفيع الاستفادة من ذلك التأجيل، فيكون الشفيع حينها بالخيار، إما يدفع الثمن كاملًا ويستلم المبيع (أو حصته منه) أو يصبر حتى ينقضي الأجل، دون سقوط حقه في الشفعة، إلا أنه عليه طلب الشفعة عند انتهاء الأجل وإلا سقط حقه فيها عند ذلك.
عند المالكية والحنابلة: يحق للشفيع الاستفادة من تأجيل الثمن الذي قدمه البائع للمشتري في حال كان مليئًا ثقة، أو في حال كفله مليء ثقة. لكن إن لم يكن موسرًا، ولا ضمنه مليء، يجب عليه دفع الثمن حالًا، خشية ألا يتحقق للمشتري حقه في وقته.
4- هل يتوقف القضاء بالشفعة على دفع الشفيع الثمن؟
إحضار الثمن من قبل الشفيع لا يُعد شرطًا في التملك، فلا يجب أن يتوقف الحكم القضائي على ذلك، ذلك أنَّ حقه ثبت بمجرد بيع المالك لشخصٍ أجنبي، فكما أنما أصبح عقد الشراء له مباشرةً.
5- اختلاف الشفيع والمشتري في قدر الثمن:
في حال حصل خلاف على مقدار الثمن المتفق عليه بين الشفيع والمشتري، فادعى الشفيع ثمنًا أقل مما ادعاه المشتري فهنا يكون القول قول المشتري مع حلفه لليمين، لأنَّه أعلم بما اشترى، كما أنَّ القول قول المنكر مع يمينه.
لكن اشترط المالكية على الأخذ بقول المشتري بشرط، وهو أنَّ يكون الثمن الذي يذكره يقارب ثمن المشفوع فيه، وذلك حسب تقدير المقدرين.
وكذلك إذا اختلفوا هل الثمن معجل أم مؤجل. فهنا يكون القول قول المشتري (والذي يكون عادةً مؤجلًا في حال حصل خلاف).

## شروط الشفعة
للأخذ بالشفعة شروط، وقع في بعضها اختلاف بين الفقهاء، وهي ما يلي:
1 – أن يكون العقار خارجًا من ملك صاحبه خروجًا باتًا، لا خيار لصاحب العقار فيه.
2 - كون العقد الحاصل بين البائع والمشتري عقد معاوضة وهو البيع وما في معناه، فلا يصح عقد الهبة مثلًا.
3 - أن يكون العقد صحيحًا، ليس فاسدًا.
4 – كون الشفيع مالكًا لما يجعله يستحق حق الشفعة، وذلك وقت الشراء ووقت القضاء.
5 – ألا يكون الشفيع راضيًا بالبيع للغريب.
- اشترط الجمهور غير الحنفية أيضًا كون الشفيع شريكًا، فلا تحق الشفعة للجار عندهم.
- واشترط الجمهور أيضًا أن يأخذ الشفيع كل المبيع، وليس جزءًا منه.

## الاحتيال لإسقاط الشفعة
عند الحنفية والشافعية: يجوز الاحتيال لإسقاط الشفعة، كأن يقر له ببعض الملك ثم يبيعه الباقي.
الحنابلة والمالكية: حرموا تمامًا الاحتيال لإسقاط الشفعة، وإن فعل لم تسقط؛ لأن الغاية من مشروعيتها هي دفع الضرر عن الشفيع، فإنَّ فعل ذلك البائع بالاحتيال لترتب الضرر الذي شُرعت الشفعة لأجل منعه.

## وقت وجوب الشفعة
- فور العلم بالبيع: وهذا قول الحنفية والشافعية.[28]
- وجود متسع أمام الشفيع بعد علمه، ويصل هذا المتسع إلى السنة: وهذا قول المالكية.[29]

## مراحل طلب الشفعة
1 - طلب المواثبة: أي المبادرة والسرعة، وهو أن يطلب الشفيع حقه بالشفعة فور علمه بالبيع.
2- طلب التقرير: وهو تقديم الشفيع طلبًا آخر يؤكد به طلبه الأول.
والسبب في ذلك أنَّ الشفيع في طلبه الأول قد لا يكون متيقنًا من قدرته على ذلك، فيراجع إمكانياته المادية وظروفه، لذا لا بد من طلب التقرير لتأكيد رغبة الشفيع.
ويشترط في هذا الطلب عدة أمور:
- أن يكون على فور الطلب الأول: وتمتد مدة هذا الطلب بمقدار مدة التمكن من الإشهاد.
- الإشهاد على الطلب: فيُشهد الشفيع على رغبته بالشفعة رجلان أو رجلًا وامرأتان.

3 - طلب الخصومة والتملك: أي يقدم الشفيع طلبًا للقضاء يطلب فيه الحكم بالشفعة وتسليم المبيع.

## مسقطات الشفعة
1 - بيع الشفيع ما يشفع به من عقار قبل أن يقضى له بالشفعة:
في حال قام الشفيع ببيع المشفوع فيه قبل الحكم بالشفعة له يسقط حقه فيها.
2 - تسليم الشفعة أو الرغبة عنها بعد البيع:
سواء أكان عالمًا بحقه فيها، أم غير عالم، صراحة، أم دلالة وضمنًا.
3- تجزئة المشفوع فيه:
الشفعة حق لا يقبل التجزئة، فإذا تنازل (سلم) الشفيع عن بعض المشفوع فيه كالنصف مثلًا، سقط حقه في كل المبيع.
4- ضمان الثمن: تسقط الشفعة عند الحنفية إذا ضمن الشفيع الدرك عن المشتري للبائع الثمن عند المشتري (ويسمى ضمان الدرك)؛ فهذا دليلٌ ضمني على الرضا بالبيع.
5 - وفاة الشفيع:
- عند الحنفية:[36] تسقط الشفعة بوفاة الشفيع.
- وقد فصل الظاهرية والحنابلة في الأمر[37]، على النحو التالي:

يمكن وراثة الشفعة في حال قام الشفيع بالإشهاد على طلبه بالمشفوع عليه، ويحق للورثة في هذه الحالة المطالبة بالشفعة.